# Marguerite de Sassenage
 (juillet 2012).
Si vous disposez d'ouvrages ou d'articles de référence ou si vous connaissez des sites web de qualité traitant du thème abordé ici, merci de compléter l'article en donnant les références utiles à sa vérifiabilité et en les liant à la section « Notes et références ».
Marguerite de Sassenage, dame de Beaumont (avant 1424-1471) est la fille de Henri Le Roux, baron de Sassenage et d'Antoinette de Saluces.

## Biographie
Veuve en 1470 d'Amblard de Beaumont, seigneur de Montfort, Marguerite de Sassenage est pendant deux ans la maîtresse du dauphin, le futur Louis XI à qui elle donne trois filles qui seront toutes légitimées :
- Guyette de Valois (qui n'est pas la même que celle issue des amours de Louis XI et de Phélizé Regnard ). Celle-ci meurt après le 11 mars 1502. Elle sera légitimée.
- Marie de Valois (1450 - v. 1470) légitimée en 1467, elle épouse la même année Aymar de Poitiers, sire de Saint-Vallier.
- Isabeau (?), qui épouse Louis de Saint-Priest, dont postérité.

### Sources et bibliographie
- Edme Thédore Bourg, Amours et galanteries des rois de France : mémoires historiques sur les concubines, maitresses et favorites de ces princes ; depuis le commencement de la monarchie jusqu'au règne de Charles X, t. Ier, Bruxelles, Louis Tencé, 1830, 319 p. (lire en ligne), p. 252-259